# Loveringit
Loveringit ist ein sehr selten vorkommendes Mineral aus der Mineralklasse der Oxide und Hydroxide. Es kristallisiert im trigonalen Kristallsystem mit der chemischen Zusammensetzung (Ca,Ce)(Ti,Fe,Cr,Mg)21O38 und bildet unregelmäßige, manchmal nadelförmige Kristalle von bis zu 120 μm Größe und schwarzer Farbe sowie Einschlüsse in anderen Mineralen.

## Etymologie und Geschichte
Das Mineral wurde erstmals 1978 von Bryan M. Gatehouse, Ian E. Grey, Ian H. Campbell und Patrick Kelly in der Jimberlana-Intrusion bei Norseman in Western Australia (Australien) gefunden. Sie benannten es nach dem australischen Geochemie-Professor John Francis Lovering.

## Klassifikation
In der alten (8. Auflage) und neuen Systematik der Minerale nach Strunz (9. Auflage) gehört der Loveringit jeweils zusammen mit Cleusonit, Crichtonit, Davidit-(Ce), Davidit-(La), Davidit-(Y), Dessauit-(Y), Gramaccioliit-(Y), Landauit, Lindsleyit, Mathiasit und Senait zur Abteilung der Oxide mit einem Verhältnis von Metall zu Sauerstoff von 2:3. Die neue Strunz’sche Mineralsystematik unterteilt hier allerdings präziser nach der Größe der beteiligten Kationen und das Mineral steht daher jetzt entsprechend in der Unterabteilung „Mit großen und mittelgroßen Kationen“.
Die im englischen Sprachraum gebräuchliche Systematik der Minerale nach Dana ordnet den Loveringit mit Cleusonit und den anderen Mineralen in die Crichtonit-Gruppe, eine Untergruppe der komplexen Oxide mit Niob, Tantal und Titan.

## Bildung und Fundorte
Loveringit kristallisiert bei der magmatischen Differentiation spät in Pyroxen und Olivin aus. Es ist ja nach Fundort vergesellschaftet mit Quarz, Kalifeldspat, Phlogopit, Enstatit, Baddeleyit, Apatit, Zirkon, Titanit, Rutil, Ilmenit und Chromit oder Rutil, Pseudobrookit, Ilmenit, Zirkonolith, Spinell, Pargasit und Phlogopit.
Es sind bislang (Stand November 2010) sieben Fundorte des Loveringits bekannt. Neben der Typlokalität wurde Loveringit in Laouni im Ahaggar (Algerien), im Hüttwinkl-Tal bei Rauris in Österreich, auf den Kerguelen, Bracco in Italien, den Chibinen in Russland sowie Chiradzi in Simbabwe gefunden.

## Kristallstruktur
Loveringit kristallisiert im trigonalen Kristallsystem in der Raumgruppe R3 (Raumgruppen-Nr. 148) mit den Gitterparametern a = 10,337 Å und c = 20,667 Å sowie drei Formeleinheiten pro Elementarzelle. Es ist isostrukturell mit Senait und Crichtonit.